# John Kovalic

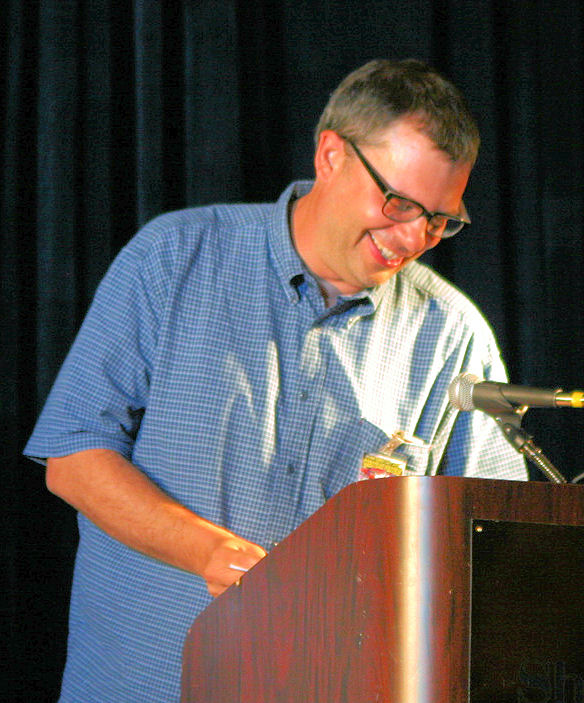
John Kovalic (2007)

John Kovalic (* 24. November 1962 in  Manchester, England) ist ein Zeichner und Illustrator, der vor allem durch seine Karikaturen sowie seinen Comic Dork Tower bekannt wurde, der vor allem Rollenspieler anspricht. Er war auch Illustrator von Gesellschafts-/Kartenspielen wie „Munchkin“, „Chez Geek“ oder „Pokéthulhu“.
2002 wurde Kovalic in die Hall of Fame des Origins Award aufgenommen.